# 中华人民共和国食品工业部
中华人民共和国食品工业部是中华人民共和国国务院曾經存在的部門。前身为1949年设立的中央人民政府食品工业部，部長楊立三。1950年12月，中央人民政府食品工业部撤销。1956年，經第一届全国人民代表大会常务委员会第四十二次会议通过成立中华人民共和国食品工业部，部長為李燭塵。1958年，食品工业部并入中华人民共和国轻工业部。